# Кирари Сулеман Нагар
Кирари Сулеман Нагар је град у Индији у држави Делхи. Према незваничним резултатима пописа 2011. у граду је живело 282.598 становника.

## Становништво
Према незваничним резултатима пописа, у граду је 2011. живело 282.598 становника.
| 1991. | 2001.   | 2011.   |
| ----- | ------- | ------- |
| [ 1 ] | 154.633 | 282.598 |